# Алексије Комнин Анђел
Алексије Комнин Анђел (грч. Αλεξιος Κομνηνος Αγγελος) је био византијски аристократа из дванаестог века, унук цара Алексија I Комнина и стриц царева Исака II Анђела и Алексија III Анђела - синови његовог брата Андроника Дуке Анђела. 
Алексије је био други син византијског војсковође Константина Анђела и византијске принцезе Теодоре Комнин, која је била ћерка цара Алексија I Комнина и његове жене Ирине Дука. Алексије Комнин Анђел је био сестрић цара Јована II Комнина и брат од тетке цара Манојла I Комнина. Алексије Комнин Анђел је био старији брат Андроника Дуке Анђела, који је био отац царева Алексија III Анђела и Исака II Анђела.
Године 1164. Алексије се помиње као ктитор цркве „Свети Панталејмон“ у Нерезима код Скопља  , чији темељни натпис гласи:
"Овај храм светог и славног великомученика Панталејмона улепшан је средствима господина Алексија Комнина и сина порфиророђене госпође Теодоре, месеца септембра, индикт 13, 6673. године, под игуманством монаха Јоаникија".
Из темељног натписа може се судити да је Алексије радије користио мајчино презиме као своје, истичући своје директно порекло од оснивача династије Комнина и сродство са тадашњим царем Манојлом I, што је гарантовало престиж и високо место у друштвеној хијерархији. Избор Алексија није изненађујући, с обзиром да његово очинско порекло није било толико значајно, јер је његов отац, Константин Анђео, потицао из опскурне породице из Филаделфије у Малој Азији, а признање и титулу добио је тек након женидбе са ћерком цара Алексије I Комнин.
Претпоставља се да је Алексије Комнин Анђел такође поклонио панагијар, који се чувао у манастиру Светог Панталејмона на Атосу.
Име Алексија Комнина Анђела последњи пут се помиње у регистрима заседања синода од 6. марта 1166. године, на којима је био присутан заједно са својом браћом Јованом, Андроником и Исаком.
Успомена на Алексија Комнина Анђела забележена је у тзв „Споменик сродника царице Ирине Дукине“, постављен у литургијски типик цариградског манастира „Христос Човекољубац“, где се помиње да је преминуо 9. септембра. Међутим, година његове смрти остаје непозната.
Алексије Комнин Анђел је био ожењен непознатом женом, са којом је имао једног сина – Михаила Анђела, којег је цар Исак II Анђел послао као таоца цару Фридриху у фебруару 1190. године.